# Complete 'B' Sides
Albums de Pixies
Pixies at the BBC
(1997) Wave of Mutilation: Best of Pixies
(2004)
Complete 'B' Sides est une compilation du groupe de rock américain Pixies. Elle regroupe les faces B (B-sides) de leurs six singles sortis au Royaume-Uni et un aux États-Unis. Voici ces singles :
1. Gigantic (1988)
2. Monkey Gone to Heaven (1989)
3. Here Comes Your Man (1989)
4. Velouria (1990)
5. Dig for Fire (1990)
6. Planet of Sound (1991)
7. Alec Eiffel (U.S.) (1991)

## Liste des titres
Toutes les chansons sont écrites par Black Francis sauf mention contraire.
1. River Euphrates – 3:23
2. Vamos (Live) – 3:28
3. In Heaven (Lady in the Radiator Song) (Live) (Peter Ivers, David Lynch) – 1:46
4. Manta Ray – 2:39
5. Weird at My School – 1:59
6. Dancing the Manta Ray – 2:13
7. Wave of Mutilation (UK Surf) – 3:00
8. Into the White (Black Francis, Kim Deal) – 4:42
9. Bailey's Walk – 2:23
10. Make Believe – 1:54
11. I've Been Waiting for You (Neil Young) – 2:45
12. The Thing – 1:58
13. Velvety Instrumental Version – 2:04
14. Winterlong (Neil Young) – 3:07
15. Santo – 2:16
16. Theme from Narc (Brian Schmidt) – 1:48
17. Build High – 2:42
18. Evil Hearted You (Graham Gouldman) – 2:37
19. Letter to Memphis (Instrumental) – 2:43